# Aetanthus cauliflorus
Aetanthus cauliflorus là một loài thực vật có hoa trong họ Loranthaceae. Loài này được Ule mô tả khoa học đầu tiên năm 1906.